# Glenea tenuivittata
Glenea tenuivittata là một loài bọ cánh cứng trong họ Cerambycidae.